# We Got Love
Chansons représentant l'Australie au Concours Eurovision de la chanson
Don't Come Easy
(2017) Zero Gravity
(2019)
We Got Love (« Nous avons l'amour ») est une chanson écrite et interprétée par la chanteuse australienne Jessica Mauboy. Elle est sortie le 9 mars 2018 en téléchargement numérique et en CD single.
C'est la chanson qui représente l'Australie au Concours Eurovision de la chanson 2018 à Lisbonne, Portugal. Elle est intégralement interprétée en anglais, langue nationale de l'Australie.

## Concours Eurovision de la chanson

### Sélection nationale
Le 11 décembre 2017, la chanson We Got Love de Jessica Mauboy a été sélectionnée après avoir été choisie en interne par le radiodiffuseur australien Special Broadcasting Service (SBS), et sera ainsi la chanson représentant l'Australie au Concours Eurovision de la chanson de 2018.

### À Lisbonne
Lors de la seconde demi-finale le 10 mai 2018, We Got Love est la 9e chanson interprétée sur 18 suivant Outlaw in 'Em des Pays-Bas et précédant For You de la Géorgie. Elle s'est qualifiée pour la finale en terminant 4e parmi les dix chansons les mieux classées.
We Got Love est la 16e chanson interprétée lors de la finale, le 12 mai 2018, après Higher Ground du Danemark et avant Monsters de la Finlande. À l'issue du scrutin, la chanson s'est classée 20e sur 26 avec 99 points, obtenant 90 points des jurys et 9 points des télévotes,, la plus mauvaise prestation de l'Australie à ce jour.

## Liste des pistes
Singles de Jessica Mauboy
Then I Met You (en)
(2017)
| 1. | We Got Love | 3:22 |

| 1. | We Got Love | 3:22 |

## Classements

### Classements hebdomadaires
| Classement (2018)               | Meilleure position |
| ------------------------------- | ------------------ |
| Australie (ARIA)                | 31                 |
| Belgique (Flandre Ultratip 100) | 51                 |
| Écosse (OCC)                    | 60                 |
| France (SNEP)                   | 148                |
| Suède (Sverigetopplistan)       | 86                 |
| Royaume-Uni (UK Download Chart) | 58                 |

## Historique de sortie
| Région / Pays | Date        | Format                             | Label      |
| ------------- | ----------- | ---------------------------------- | ---------- |
| Monde entier  | 9 mars 2018 | Téléchargement numérique           | Sony Music |
| Australie     | 11 mai 2018 | CD single                          | Sony Music |
| Australie     | 18 mai 2018 | Téléchargement numérique (remixes) | Sony Music |